# Aloe brunneostriata
Aloe brunneostriata é uma espécie de liliopsida do gênero Aloe, pertencente à família Asphodelaceae.